# Buffy Sainte-Marie
Buffy Sainte-Marie (født Beverly Sainte-Marie 20. februar 1941) er en canadisk sanger, musiker, sangskriver, billedkunstner, pædagog og aktivist. I sit arbejde inden for alle disse felter har hun haft fokus på Amerikas oprindelige folk. Hendes sange har desuden handlet om emner som kærlighed, krig, religion og mysticisme.
Hun grundlagde i 1996 Cradleboard-projektet, et undervisningsprogram med fokus på en bedre forståelse af oprindelige amerikanske folk. Hun har modtaget en lang række priser og æresbevisninger for sit arbejde inden for såvel musikken som undervisning og aktivisme.

## Karriere
Buffy Sainte-Marie lærte sig selv at spille klaver og guitar i sin barndom og tidlige ungdom. Da hun kom på college, havde hun allerede flere selvskrevne sange på repertoiret, bl.a. "Ananias", den indianske klagesang "Now That the Buffalo's Gone" og "Mayoo Sto Hoon" (på hindi).

### 1960'erne
I 1962, da hun var i begyndelsen af tyverne, rejste hun alene rundt og optrådte i forskellige koncertsale, på folkemusikfestivaller og i indianerreservater i Canada, USA og andre lande, hvorved hun udviklede sit spil. Hun tilbragte især meget tid i kaffehusene i Torontos gamle bydel, Yorkville, og i Greenwich Village i New York, hvor hun var en del af folkemusikmiljøet i første halvdel af 1960'erne, ofte sammen med andre canadiske kommende stjerner som Leonard Cohen, Neil Young og Joni Mitchell. Buffy Sainte-Marie hjalp Mitchell i hendes tidlige karriere og var den, der fandt en manager til Mitchell.
I 1963 pådrog Sainte-Marie sig en infektion i halsen og blev i forsøget på at komme sig over den afhængig af kodein, og arbejdet med at komme ud af denne afhængighed skrev hun sangen "Cod'ine", som senere også blev indspillet af en række musikere som Donovan, Janis Joplin og Courtney Love. Samme år mødte hun sårede soldater, der kom hjem fra Vietnam på et tidspunkt, hvor den amerikanske regering benægtede at være involveret i landet, Og det inspirerede hende til sangen "Universal Soldier", som kom med på hendes debutalbum It's My Way, der udkom året efter på Vanguard Records og senere blev et stort hit for Donovan.
Hun blev nu udnævnt til "Bedste nye kunstner" i Billboard Magazine. Nogle af hendes sange som "Now That the Buffalo's Gone" og "My Country 'Tis of Thy People You're Dying" handlede om den dårlige behandling, de oprindelige amerikanere var udsat for, hvilket gav en del kontrovers på den tid. I 1967 udsendte hun Fire and Fleet and Candlelight, som blandt andet indeholder "Lyke Wales Dirge", en traditionel engelsk sang på Yorkshire-dialekt. Andre velkendte sange fra Buffy Sainte-Marie er "Mister Can't You See", "He's an Indian Cowboy in the Rodeo" og titelsangen til den populære film Soldier Blue. Hun medvirkede i 1965 i et af programmerne i serien Rainbow Quest med Pete Seeger som vært, i adskillige canadiske tv-programmer fra 1960'erne og op til 1990'erne foruden en række andre amerikanske programmer som American Bandstand, Soul Train, The Johnny Cash Show og The Tonight Show med Johnny Carson. Hun sang også åbningssangen "The Circle Game' (skrevet af Joni Mitchell) i filmen The Strawberry Statement.

### 1970'erne
Efter at have udgivet tolv album siden debuten i 1964 udgav Buffy Sainte-Marie i 1976 Sweet America, der skulle blive hendes sidste i seksten år. I stedet koncentrerede hun sig om andre områder, i første omgang om tv.
I slutningen af 1975 var Sainte-Marie blevet kontaktet af produceren på tv-serien Sesame Street om at gæstemedvirke i et afsnit, hvilket hun i første omgang afslog med begrundelsen, at hun ikke lavede børne-tv. Hun endte dog med sige ja, hvis hun kunne vise de små seere, at indianere stadig fandtes. Hun kom til at medvirke regelmæssigt i programmet i perioden 1976-1981 sammen med sin ældste søn Cody. Buffy Sainte-Marie vakte blandt andet opmærksomhed ved at amme sønnen i en episode. Serien sendte i 1978 en uges episoder fra Sainte-Maries hjem på Hawaii.
I 1979 skrev hun musikken, herunder titelnummeret, til filmen Spirit of the Wind, der blev valgt til filmfestivalen i Cannes det år. Filmen er et docudrama om George Attla, 'den mest vindende hundeslædekører', som filmen præsenterer ham, med alle roller spillet af oprindelige amerikanere bortset fra Slim Pickens.

### 1980'erne
Buffy Sainte-Marie begyndte så tidligt som i 1981 at benytte Apple-computere til at indspille sin musik på og senere at lave billedkunst med. Skønt hun ikke indspillede plader i dette årti, skrev hun fortsat sange, og en af disse, "Up Where We Belong", som hun skrev sammen med Will Jennings og Jack Nitzche, til filmen Officer og gentleman i 1981, sunget af Joe Cocker og Jennifer Warnes, indbragte en Oscar for bedste sang i 1992. Hun skrev også titelsangen til tv-serien Spirit Bay, der var en serie om livet blandt oprindelige folk i Canada. I det hele taget arbejdede hun meget med filmmusik i dette årti.

### 1990'erne
I 1991 lagde hun stemme til cheyenne-figuren Kate Bighead i tv-filmen Son of the Morning Star, der fortalte indianersiden af slaget ved Little Bighorn, hvor general Custer blev dræbt.
Efter sin selvvalgte pause udgav Sainte-Marie i 1992 albummet Coincidence and Likely Stories, der var indspillet på computer i hendes hjem på Hawaii og sendt via modem via det spirende internet til produceren Chris Birkett i London, England. Albummet indeholdt sangene "The Big Ones Get Away" og "Burn My Heart at Wounded Knee" (med reference til aktivisten Leonard Peltier), der var havde politiske budskaber om oprindelige folks skæbne. Hun medvirkede i 1993 i tv-filmen The Broken Chain, der havde Pierce Brosnan i hovedrollen. I 1996 udgav hun albummet Up Where We Belong med nyindspilninger af nogle af hendes største hits i akustiske udgaver.
Ligeledes i 1996 fik hun en separatudstilling med sin digitale kunst, bestående af manipulerede udgaver af indscannede fotos af oprindelige folk, på Institute of American Indian Arts Museum i Santa Fe (New Mexico). Hendes værker blev også udstillet på andre museer i denne periode.
1996 var også året, hvor Buffy Sainte-Marie etablerede en nonprofit organisation, der havde til formål at forbedre inddragelsen af oprindelige amerikanere i undervisningen. Hun grundlagde Cradleboard-projektet, efter at hendes søns lærer havde bedt hende om hjælp til at finde undervisningsmateriale om oprindelige folk. Projektet mundede blandt andet ud i en multimedie-cd med titlen Science: Through Native American Eyes.

### 2000'erne
I 2000 gav Buffy Sainte-Marie åbningsforelæsningen på Haskell Indian Nations University. I 2002 sang hun på John F. Kennedy Space Centre for John Herrington, der er chicksaw og blev den første oprindelige amerikaner, der fløj som astronaut. Hun blev talsperson for UNESCOs Associated Schools Project Network i Canada i 2003.
På musiksiden holdt Sainte-Marie lav profil i slutningen af 1990'erne og begyndelsen af 2000'erne, men hendes sang "Lazarus" blev i 2002 samplet af Kanye West og udsendt af Cam'ron og Jim Jones fra The Diplomats under titlen "Dead Or Alive". I juni 2007 kunne man opleve Buffy Sainte-Marie på et efterhånden sjældent amerikansk scenebesøg, da hun optrådte på Clearwater-festivallen i Croton-on-Hudson i New York.
I 2008 udkom en dobbelt-cd Buffy/Changing Woman/Sweet America: The Mid-1970s Recordings indeholdende materialet fra tre album, hun udsendte i perioden 1974-76. Det var første gang, at dette materiale var blevet genudgivet. I september samme år gjorde hun comeback på den canadiske musikscene med udsendelsen af det første album med nyt materiale i tolv år, Running for the Drum.

### 2010'erne
I 2015 udsendte Buffy Sainte-Marie albummet Power in the Blood. Hun medvirkede 22. maj samme år i tv-programmet Democracy Now!, hvor hun blev interviewet om albummet samt hendes musikalske og aktivistiske karriere. 21. september 2015 blev Power in the Blood udnævnt som vinder af årets Polaris Music Prize.
Samme år udsendte gruppen A Tribe Called Red et elektronisk remix af Sainte-Maries sang "Working for the Government".
I 2016 turnerede hun i USA, og i 2017 gentog hun dette i Canada. I 2017 udsendte hun også singlen "You Got to Run (Spirit of the Wind)" sammen med den ligeledes Polaris Music Prize-vindende Tanya Tagaq. Sangen var inspireret af slædehundeføreren George Attla; det var den samme mand, som filmen Spirit of the Wind fra 1979 handlede om, og som Buffy Sainte-Marie havde skrevet musikken til.

## Kontroverser
Buffy Sainte-Marie hævdede i et interview i 2008 på National Museum of the American Indian, at hun havde været sortlistet fra amerikanske radiostationer, og at hun sammen med andre oprindelig folk, der var medlemmer af Red Power-bevægelser, bevidst var holdt ude af musikindustrien i 1970'erne. I 1999 havde hun i et interview på Diné College med en redaktør fra Indian Country Today udtalt: "Jeg fandt ti år senere, i 1980'erne, ud af, at præsident Lyndon B. Johnson havde skrevet breve på officielt papir fra Det Hvide Hus og rost radiostationer for at tilbageholde min musik" og "I 1970'erne var det ikke bare protestbevægelsen, der blev holdt nede, men Oprindelige Amerikanere-bevægelsen blev også angrebet."
Som et resultat af sortlistningen anført af blandt andet præsidenterne Johnson og Richard Nixon, FBI-direktøren J. Edgar Hoover og Nashville-discjockeyen Ralph Emery (efter udsendelsen af I'm Gonne Be a Country Girl Again i 1968) sagde Sainte-Marie: "Jeg var holdt ude af musikindustrien i USA." Den tidligere CIA-agent Charles Schlund III bekræftede i 1999 sortlistningen af en række musikere i 1960'erne og 1970'erne.

## Udvalgte udmærkelser
- Oscar for bedste sang - "Up Where We Belong" (1983)
- Golden Globe for bedste sang - "Up Where We Belong" (1983)
- BAFTA Award for bedste originale filmsang - "Up Where We Belong" (1983)
- Æresdoktor i skønne kunster - University of Massachussetts (1983)
- Optaget i Canadas Country Hall of Fame (2009)
- Polaris Music Prize for Power in the Blood (2015)
- Juno Award for årets oprindelige folk-album og for årets nutidige roots album for Power in the Blood (2015)

## Diskografi

### Album
| År   | Album                                   | Højeste hitlisteplacering | Højeste hitlisteplacering | Højeste hitlisteplacering |
| År   | Album                                   | CAN                       | USA                       | UK                        |
| ---- | --------------------------------------- | ------------------------- | ------------------------- | ------------------------- |
| 1964 | It's My Way!                            | —                         | —                         | —                         |
| 1965 | Many a Mile                             | —                         | —                         | —                         |
| 1966 | Little Wheel Spin and Spin              | —                         | 97                        | —                         |
| 1967 | Fire & Fleet & Candlelight              | —                         | 126                       | —                         |
| 1968 | I'm Gonna Be a Country Girl Again       | —                         | 171                       | —                         |
| 1969 | Illuminations                           | —                         | —                         | —                         |
| 1971 | She Used to Wanna Be a Ballerina        | —                         | 182                       | —                         |
| 1972 | Moonshot                                | —                         | 134                       | —                         |
| 1973 | Quiet Places                            | —                         | —                         | —                         |
| 1974 | Native North American Child: An Odyssey | —                         | —                         | —                         |
| 1974 | Buffy                                   | —                         | —                         | —                         |
| 1975 | Changing Woman                          | —                         | —                         | —                         |
| 1976 | Sweet America                           | —                         | —                         | —                         |
| 1992 | Coincidence and Likely Stories          | 63                        | —                         | 39                        |
| 1996 | Up Where We Belong                      | —                         | —                         | —                         |
| 2008 | Running for the Drum                    | NA                        | —                         | —                         |
| 2015 | Power in the Blood                      | NA                        | —                         | —                         |

### Singler
| År   | Titel                                                   | Højeste hitlisteplacering | Højeste hitlisteplacering | Højeste hitlisteplacering | Højeste hitlisteplacering | Højeste hitlisteplacering | Album                             |
| År   | Titel                                                   | CAN                       | CAN AC                    | US                        | UK                        | AUS                       | Album                             |
| ---- | ------------------------------------------------------- | ------------------------- | ------------------------- | ------------------------- | ------------------------- | ------------------------- | --------------------------------- |
| 1970 | "Circle Game"                                           | 76                        | —                         | 109                       | —                         | 83                        | Fire & Fleet & Candlelight        |
| 1971 | "Soldier Blue"                                          | —                         | —                         | —                         | 7                         | —                         | She Used to Wanna Be a Ballerina  |
| 1971 | "I'm Gonna Be a Country Girl Again"                     | 86                        | —                         | 98                        | 34                        | —                         | I'm Gonna Be a Country Girl Again |
| 1972 | "Mister Can't You See"                                  | 21                        | —                         | 38                        | —                         | 70                        | Moonshot                          |
| 1972 | "He's an Indian Cowboy in the Rodeo"                    | —                         | —                         | 98                        | —                         | —                         | Moonshot                          |
| 1974 | "Waves"                                                 | —                         | 27                        | —                         | —                         | —                         | Buffy                             |
| 1992 | "The Big Ones Get Away"                                 | 24                        | 14                        | —                         | 39                        | —                         | Coincidence & Likely Stories      |
| 1992 | "Fallen Angels"                                         | 50                        | 26                        | —                         | 57                        | —                         | Coincidence & Likely Stories      |
| 1996 | "Until It's Time for You to Go"                         | —                         | 54                        | —                         | —                         | —                         | Up Where We Belong                |
| 2008 | "No No Keshagesh"                                       | —                         | —                         | —                         | —                         | —                         | Running for the Drum              |
| 2017 | "You Got to Run (Spirit of the Wind)" (med Tanya Tagaq) | —                         | —                         | —                         | —                         | —                         | Polaris Collaboration Sessions    |

### Soundtracks
| År   | Album                        | Højeste hitlisteplacering | Højeste hitlisteplacering | Højeste hitlisteplacering |
| År   | Album                        | CAN                       | US                        | UK                        |
| ---- | ---------------------------- | ------------------------- | ------------------------- | ------------------------- |
| 1970 | Performance (filmsoundtrack) | —                         | —                         | —                         |

### Opsamlingsalbum
| År   | Album                                                   | Højeste hitlisteplacering | Højeste hitlisteplacering | Højeste hitlisteplacering |
| År   | Album                                                   | CAN                       | US                        | UK                        |
| ---- | ------------------------------------------------------- | ------------------------- | ------------------------- | ------------------------- |
| 1970 | The Best of Buffy Sainte-Marie                          | —                         | 142                       | —                         |
| 1971 | The Best of Buffy Sainte-Marie Vol. 2                   | —                         | —                         | —                         |
| 1976 | Indian Girl (udsendt i Europa)                          | —                         | —                         | —                         |
| 1976 | A Golden Hour Of The Best Of (udsendt i Storbritannien) | —                         | —                         | —                         |
| 2003 | The Best of the Vanguard Years                          | —                         | —                         | —                         |
| 2008 | Buffy/Changing Woman/Sweet America                      | —                         | —                         | —                         |